# Daniel Tătaru
Pour les articles homonymes, voir Tataru.
Daniel Tătaru (aussi Daniel Tataru, né le 6 mai 1967 en Roumanie) est un mathématicien roumano-américain, qui travaille en analyse.

## Formation et carrière
Tataru a grandi à Piatra Neamț, en Roumanie, et a remporté, comme élève, trois fois les olympiades nationales et deux fois les olympiades internationales de mathématiques. Il a étudié à l'Université de Iași. Il est diplômé en 1990, sous la direction de Viorel Barbu, avec une thèse portant sur les équations de Hamilton-Jacobi dans les espaces de Banach et les semi-groupes non linéaires ; cette thèse a remporté le prix Gheorghe-Țițeica de l'Académie roumaine des sciences. En 1992, il a obtenu un doctorat à l'Université de Virginie sous la direction d'Irena Lasiecka, avec sa thèse intitulée « A Priori Pseudoconvexity Energy Estimates in Domains with Boundary and Applications to Exact Boundary Controllability for Conservative Partial Differential Equations ». Puis, il a été professeur assistant à l'Université Northwestern, où il devient, en 1996 professeur agrégé et en 1999 professeur. À partir de 2001, il est professeur à l'Université de Californie à Berkeley. De 1995 à 1997, il a travaillé à l'Institute for Advanced Study. En 2013 il est sélectionné en tant que chercheur Simons (en) en mathématiques.

## Travaux
Tataru traite des estimations de Carleman et s'intéresse aux équations aux dérivées partielles, avec des applications en théorie du contrôle. Plus tard, il travaille surtout sur les équations aux dérivées partielles dispersives non-linéaires, et leurs connexions avec l'analyse harmonique, la géométrie et la physique mathématique.

## Prix et distinctions
En 2002, il a reçu le Prix Bôcher pour son article On Global Existence and Scattering for the Wave Maps Equations sur la notion importante de carte d'onde (Wave-Map), généralisant l'équation d'onde. Le travail de Tatarus porte sur la condition de la régularité de ces équations, en lien avec les avancées de Terence Tao,.
Il est membre honoraire du l'Institut Simion Stoilow de mathématiques de Bucarest. 2002, il a été conférencier invité au Congrès international des mathématiciens (ICM), à Pékin avec une conférence intitulée non-linear wave equations. Il est fellow de l'American Mathematical Society et a été élu en 2014 à l'Académie américaine des arts et des sciences.

## Publications
- Dispersive equations and nonlinear waves generalized Korteweg-de Vries, nonlinear Schrödinger, wave and Schrödinger maps.
- Near soliton evolution for equivariant Schrödinger maps in two spatial dimensions.
- On the dynamics of energy-critical focusing wave equations.
- Sur la dynamique d’équations des ondes avec une non-linéarité énergie-critique focalisante.
- (en) Gigliola Staffilani et Daniel Tătaru, « Strichartz estimates for a Schrödinger operator with nonsmooth coefficients », Communications in Partial Differential Equations, vol. 27, nos 7–8,‎ 2002, p. 1337–1372 (DOI 10.1081/PDE-120005841, MR 1924470).